# 로치퍼드

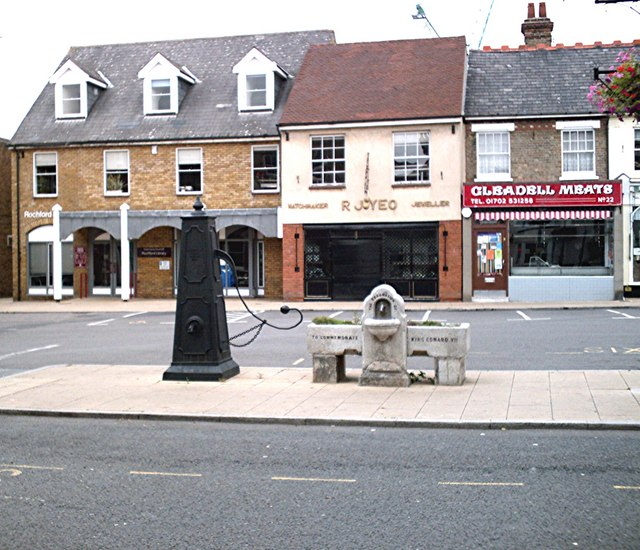
로치퍼드

로치퍼드(영어: Rochford)는 잉글랜드 에식스주에 위치한 도시로 인구는 8,471명(2011년 기준)이다. 비도시 자치구인 로치퍼드구의 행정 중심지이며 런던 도심에서 약 69km, 첼름스퍼드에서 약 34km 정도 떨어진 곳에 위치한다. 런던 사우스엔드 공항이 이 곳에 위치한다.